# Eden (North Carolina)
Eden is een plaats (city) in de Amerikaanse staat North Carolina, en valt bestuurlijk gezien onder Rockingham County.

## Demografie
Bij de volkstelling in 2000 werd het aantal inwoners vastgesteld op 15.908.
In 2006 is het aantal inwoners door het United States Census Bureau geschat op 15.643, een daling van 265 (-1.7%).

## Geografie
Volgens het United States Census Bureau beslaat de plaats een oppervlakte van
39,3 km², waarvan 38,9 km² land en 0,4 km² water.

## Plaatsen in de nabije omgeving
De onderstaande figuur toont nabijgelegen plaatsen in een straal van 20 km rond Eden.